# Château de Montgeorges
Le château de Montgeorges est situé à Chavenon, en France.

## Localisation
Le château est situé sur la commune de Chavenon, dans le département de l'Allier, en région Auvergne-Rhône-Alpes. Il est construit sur un plateau qui domine la vallée de l'Aumance.

## Description
Le château de Montgeorges actuel a remplacé un château plus ancien. La tour carrée de façade abrite un bel escalier à vis. À l’arrière subsiste une tour à meurtrière bien conservée. De larges fossés, aujourd'hui comblés, entouraient l’enceinte dont il restait encore une tour au début du XXe siècle.

## Historique
La construction du château date du XVIe siècle.